# Verlag Dashöfer
A Verlag Dashöfer Szakkiadó Kft egy nemzetközi, online szakkönyvekkel és képzések szervezésével foglalkozó vállalat. A cég 1988-ban a németországi Hamburgban alakult. 
Az első külföldi leányvállalat Prágában, 1990-ben kezdte meg tevékenységét. Azóta a vállalat nemzetközi jelenléte folyamatosan bővült, így ma már 12 országban 15 kiadót működtet és képviselteti magát a könyvpiacon. A budapesti székhelyű magyar kiadó 1994-ben alakult. A kiadó profilja, hogy aktuális, gyakorlatorientált szakmai információkkal lássa el a különböző gazdálkodási szerveket, felölelve ezzel a speciálisan gazdasági témáktól kezdve az állami szférát érintő kérdések széles körét (Például: pénzügy, adó, HR, minőségbiztosítás stb.) A kiadó jelenleg online kiadványokkal, webináriumokkal és szemináriumokkal, valamint hírlevelekkel van jelen a piacon. 
A kiadó fő célkitűzése, hogy a gazdasági és a műszaki területeken tevékenykedő vállalatokat hiteles és aktuális információval lássa el. 

## Külső hivatkozások

### A kiadó honlapjai
http://www.dashofer.hu – a kiadó honlapja, webáruháza

http://www.adoforum.hu – Adózási, könyvelési és számviteli hírek, információk

http://www.kalkulator.hu – Bérszámfejtési, munkajogi és HR hírek, információk

https://web.archive.org/web/20110518174652/http://www.epitinfo.hu/ – Építőipari hírek, információk

https://web.archive.org/web/20180905224237/http://www.ugyvezeto.hu/ – Hírek, aktuális információk ügyvezetőknek, cégvezetőknek

http://www.muszakiforum.hu – Több területet érintő hírek, aktualitások (Környezetvédelem, munka-és tűzvédelem, minőség, fogyasztóvédelem, IT, K+F, közlekedés, EU és belföldi hírek)

### Elérhetőségek
Cím: 1146 Budapest, Hungária körút 140 - 144.

Telefon: (1) 428-3800

E-mail: info@dashofer.hu

Internet: http://www.dashofer.hu